# Базров, Борис Мухтарбекович
Борис Мухтарбекович Базров (род. 1933) — российский технолог машиностроения, доктор технических наук, профессор, лауреат Ленинской премии за создание адаптивных систем управления металлорежущими станками (1972), заведующий лабораторией теории модульной технологии Института машиноведения РАН.
В 1958 г. окончил Московский станкоинструментальный институт (СТАНКИН), аспирантуру по специальности «Технология машиностроения» там же (1968). До 1976 г. работал на кафедре «Технология машиностроения» в СТАНКИНе. С 1976 по 1990 г. заведовал кафедрой «Технология газонефтяного и нефтехимического машиностроения и приборостроения» Московского института нефти и газа им. И. М. Губкина. С 1990 г. работает в Институте машиноведения РАН.
Автор 170 научных работ, в том числе 5 монографий, 31 изобретения. Важнейшие работы: «Технологические основы проектирования самоподнастраивающихся станков» (1978), «Расчет точности машин на ЭВМ» (1984), учебник «Технология газонефтяного и нефтехимического машиностроения» (1986, в соавторстве), учебник «Модульная технология в машиностроении» (2001).